# I Killed the Prom Queen/Parkway Drive Split
I Killed the Prom Queen / Parkway Drive: Split CD is een split-ep van de Australische metalcore bands I Killed the Prom Queen en Parkway Drive. De ep kwam uit in 2003. De nummers van Parkway Drive werden later nog eens uitgegeven op de heruitgave van hun Don't Close Your Eyes ep uit 2006. Dit was de eerste uitgave van Parkway Drive en de tweede van I Killed the Prom Queen.
De oorsprong van de ep wordt uitgelegd in de documentaire op 'Parkway Drive: The DVD', die in 2009 uitkwam. Michael Crafter, zanger van I Killed the Prom Queen, was in Byron Bay rond de tijd van Parkway Drive's eerste optreden waar hij ging kijken. In de documentaire vertelt hij: 

Dit was de eerste dag dat ik in Byron was want ik verwachtte niet dat de band zo goed zou zijn. Toen ik ze hoorde had ik zoiets van "Dit zijn de beste breakdowns ooit" en ik ging helemaal los. Ik zag de eerste show ooit en ik kon het gewoon niet geloven, ik had echt zoiets van "Ik moet iets met deze band gaan doen".

Na deze eerste show vroeg Crafter of Parkway Drive een split-cd wilde maken met I Killed the Prom Queen; een aanbod dat ze accepteerden. Na de uitgave van de ep zijn de bands samen op tour gegaan.

## Nummers
| 1.                 | Homicide Documentaries (I Killed the Prom Queen)               | 4:07 |
| 2.                 | Death Certificatie of a Beauty Queen (I Killed the Prom Queen) | 4:13 |
| 3.                 | I Watched (Parkway Drive)                                      | 3:29 |
| 4.                 | Swallowing Razorblades (Parkway Drive)                         | 4:14 |
| Totale duur: 16:03 |                                                                |      |

## Bezetting

### Parkway Drive
- Winston McCall - Zanger
- Chris Bradley - Gitarist/screaming zang
- Jeff Ling - Gitarist
- Luke Kilpatrick - Gitarist
- Shaun Cash - Bassist
- Ben Gordon - Drummer

### I Killed the Prom Queen
- Michael Crafter - Zanger
- Jona Weinhofen - Gitarist
- Kevin Cameron - Gitarist
- Sean Kennedy - Bassist
- J. J. Peters - Drummer